# 912 Maritima
912 Maritima
912 Maritima là một tiểu hành tinh bay quanh Mặt Trời.